# Della Moneta
Della Moneta (с итал. — «О деньгах») — книга, написанная в 1751 году Фердинандо Галиани. Считается одним из первых специальных трактатов по экономике, в частности, о теории денег (издана за 25 лет до «Исследования о природе и причинах богатства народов» Адама Смита).

## Резюме
Книга состоит из пяти разделов, соответствующих темам, до сих пор считающихся стандартными разделами денежной теории. К ним относятся происхождение денег, стоимость денег (включая инфляцию и дефляцию), проценты и денежно-кредитная политика.

## Происхождение денег
Автор рассматривает историю денег в Италии, восходящую к грекам и римлянам. Отбросив современный ему взгляд на происхождение денег как результат действий центральной власти, Галиани предполагает, что деньги, как правило, возникают спонтанно для облегчения и удобства торговли, что более чем на столетие предвосхитило взгляды австрийской школы.

## Ценность денег
Вопрос ценности денег проходит через всё содержание книги. Автор делает вывод о том, что ценность денег и материальных предметов в целом непостоянна и зависит от их полезности в тот или иной момент.
К этому же выводу пришла и современная теория предельной полезности. Галиани затрагивает также идею цены денег как равновесия между спросом и предложением. Это направление будет глубоко изучено лишь в середине XX века. Вероятно, Галиани был первым, кто рассматривал спрос и предложение в качестве экономических факторов.

## Методология
В Della Moneta Галиани пытается использовать философскую методологию. Он также критикует другие ранние экономические тексты за неспособность сделать это. Например, он упоминает Монтескье, чья книга, по его мнению, была вредна для Франции, потому что она содержит методическую погрешность, выдает желаемое за действительное и испытывает недостаток в научной строгости.

## Истоки
Галиани хорошо разбирался в сложных дебатах о том, как и почему деньги оказали такое влияние на Европу в предыдущие два столетия, включая такие случаи, как ценовая революция в Испании в XVI веке, когда приток золота, награбленного в Новом Свете, вызвал катастрофическую инфляцию вначале в Испании, а затем и во всей Европе. Последствия этого кризиса ощущались в разной степени вплоть до времени Галиани.
Галиани упоминает также о предшествующих исследованиях в области политической экономии, в том числе, труды Джона Локка и Людовико Муратори.

## Влияние
Книгу Галиани широко цитировали экономисты различных направлений от Адама Смита до Карла Маркса и Джозефа Шумпетера.

## Переводы
- On money : a translation of Della moneta (translated into English by Peter R Toscano), 1977, Ann Arbor, Michigan, University Microfilms International for University of Chicago.